# Simon Jukundián
Simon Péter Jukundián (Csíkszentkirály, 1813. április 29. – Nagyszeben, 1894. április 22.) zenetanár, zenei író, kántornevelő, tanítóképző intézeti igazgató. A csíksomlyói első erdélyi katolikus tanító- és kántorképző intézet alapító igazgatója volt.

## Életpályája
Csíkszentkirályon született, tanulmányait a ferencrendiek csíksomlyói gimnáziumában végezte.
1830-ban lépett a Ferenc-rend tagjai közé.
1837-ben pappá szentelték, majd Désre küldték tanítónak, 1839-1840-ben Csíksomlyón tanított, majd Vajdahunyadon és Marosvásárhelyen.
1844-1848 között újra a csíksomlyói gimnázium tanára volt.
Zenei tudását Bécsben tökéletesítette. Több erdélyi ferences rendházban töltött be házfőnöki tisztséget. 1852-1853-ban Szászvároson, 1854-ben Fogarason vikárius, 1856-ban Nagyszebenben házfőnök, 1856-ban Brassóban házfőnök és gimnáziumi tanár.
Életének jelentős szakaszát Csíksomlyón töltötte. Kilenc évig volt a csíksomlyói ferences rendház főnöke.
Az Erdélyi Ferences Rendtartomány életében is jelentős szerepet töltött be, 1892-ig viselt valamilyen tisztséget a rendtartomány tanácsában, háromszor választották tartományfőnökké 1875 és 1883 között.
Haynald Lajos erdélyi püspök őt nevezte ki az 1858. október 4-én megnyílt, csíksomlyói első erdélyi katolikus tanító-és kántorképző intézet élére, amelynek huszonöt éven át, 1883-ig volt igazgatója. Haynald püspök 1858 tavaszán Bécsbe küldte, azzal a feladattal bízta meg, hogy a bécsi ferences kolostorban lakozva, a Szent Anna elemi főreál és alreál iskolában elsajátítsa a tanítóképzés akkor sajátos módját.
Simon Jukundián a csíksomlyói tanítóképző intézet megbízott igazgatójaként és rendes tanáraként a tanítóképzés magyar nyelvű jellegét és nyilvános jogát biztosította. Voltak olyan iskolai évek is, amikor egymaga 37 órában oktatta az előírt tantárgyakat. Az intézet az ő irányítása alatt 255 ének-és zeneoktatásra alkalmas tanítót képezett ki.
Csíksomlyói tartózkodása alatt a kegytemplom orgonáját újjászereltette, renováltatta a kolostort és a templomot.
1880-ban a tanügy területén kifejtett tevékenységéért Királyi Lovag Kereszttel tüntették ki, amelyet július 29-én ünnepség keretében vett át.
1883-ban, 70 éves korában lemondott igazgatói állásáról.
1883-1886 között Nagyszebenben volt a rendház főnöke, majd 1886-1892 között a kolozsvári rendházban tartózkodott.
1887. augusztus 7-én a ferences rendtartomány tanácsának körében ünnepelte áldozópapságának 50. éves jubileumát.
Kolozsvárról visszakerült Nagyszebenbe (1893-1894), ahol 1894. április 22-én tüdőgyulladásban halt meg, életének 81. évében.
Érdemei közt egyik legnagyobb, hogy Kájoni János emlékét ápolta, kiemelve az ismeretlenségből. Tevékenysége jelentős helyet foglal el a 19. század erdélyi egyházi zenéjében. Énekeket komponált, költeményeket írt. 1869-ben összeállított Egyházi Énekeskönyv című gyűjteményébe 97 kedvelt erdélyi éneket is felvett, amelyek a nép ajkán őrződtek meg.
Az 1921-ben Baka János kántortanító által Gyergyószentmiklóson kiadott Erdélyi Egyházmegyei Énekeskönyvben a Simon Jukundián által írt, javított, vagy megzenésített énekek közül 37 szerepel.
Tivai Nagy Imre, Emlékezés régi csíkiakról című könyvében Simon Jukundiánról, egykori tanáráról és falubelijéről is megemlékezik:
“A zenének minden ágában járatos volt, ami azért kiváló érdeme, mert abban való ismeretét mind privát szorgalommal szerezte. Mint zeneszerző a Boldogasszony anyánk maig is egyik legszebb templomi ének szerzője. Saját szerzeményű műveivel az őt látogató idegen előkelőségeket zongorajátékával készséggel mulattatta. Kencseszegi Viktor név alatt költeményeket is írt.”
Szerzeményei közül több ma is kedvelt vallásos énekeink közé tartozik. Az ő szerzeménye a „Hozzád fohászkodunk, áldott Védasszonyunk” kezdetű Mária-ének, mely ezrek ajkán csendül fel pünkösd szombatján a csíksomlyói búcsúra zarándokolva.

## Külső hivatkozások
- Karácsony József: A csíksomlyói Róm. Kath. Tanítóképző-intézet története. Ötvenéves jubileumi ünnepélye alkalmából. Csíkszereda, 1909.
- Magyar katolikus lexikon
- Emlékezés régi csíkszentkirályiakra: Simon Jukundián. Csíkszentkirály honlapja[halott link]